# Премия «Золотой орёл» за лучший зарубежный фильм в российском прокате
Премия «Золотой орёл» за лучший иностранный фильм вручалась ежегодно с 2003 по 2021 год Национальной академией кинематографических искусств и наук России лучшему иностранному игровому фильму, выходившему в российском кинопрокате.

## Список лауреатов и номинантов
Лауреаты выделены отдельным цветом. 

### 2003–2010
| Год  | Русское название          | Оригинальное название               | Режиссёр                     | Страна              |
| ---- | ------------------------- | ----------------------------------- | ---------------------------- | ------------------- |
| 2003 | «Амели»                   | Le Fabuleux Destin d’Amélie Poulain | Жан-Пьер Жёне                | Франция             |
| 2003 | «Игры разума»             | A Beautiful Mind                    | Рон Ховард                   | США                 |
| 2003 | «Пианистка»               | La Pianiste                         | Михаэль Ханеке               | Франция             |
| 2004 | «Пианист»                 | The Pianist                         | Роман Полански               | Польша · Франция    |
| 2004 | «Гуд бай, Ленин!»         | Good Bye, Lenin!                    | Вольфганг Беккер             | Германия            |
| 2004 | «Догвилль»                | Dogville                            | Ларс фон Триер               | Дания               |
| 2005 | «Страсти Христовы»        | The Passion of the Christ           | Мел Гибсон                   | США                 |
| 2005 | «Жизнь как чудо»          | Живот је чудо                       | Эмир Кустурица               | Сербия и Черногория |
| 2005 | «Трудности перевода»      | Lost in Translation                 | София Коппола                | США                 |
| 2006 | «Авиатор»                 | The Aviator                         | Мартин Скорсезе              | США                 |
| 2006 | «Мадагаскар»              | Madagascar                          | Эрик Дарнелл и Том МакГрат   | США                 |
| 2006 | «Дом летающих кинжалов»   | 十面埋伏                            | Чжан Имоу                    | Гонконг · Китай     |
| 2007 | «Возвращение»             | Volver                              | Педро Альмодовар             | Испания             |
| 2007 | «Мюнхен»                  | Munich                              | Стивен Спилберг              | США                 |
| 2007 | «Матч-пойнт»              | Match Point                         | Вуди Аллен                   | США                 |
| 2008 | «Королева»                | The Queen                           | Стивен Фрирз                 | Великобритания      |
| 2008 | «Вавилон»                 | Babel                               | Алехандро Гонсалес Иньярриту | США                 |
| 2008 | «Апокалипсис»             | Apocalypto                          | Мел Гибсон                   | США                 |
| 2009 | «Нефть»                   | There Will Be Blood                 | Пол Томас Андерсон           | США                 |
| 2009 | «Старикам тут не место»   | No Country for Old Men              | Братья Коэн                  | США                 |
| 2009 | «Хэнкок»                  | Hancock                             | Питер Берг                   | США                 |
| 2010 | «Миллионер из трущоб»     | Slumdog Millionaire                 | Дэнни Бойл                   | Великобритания      |
| 2010 | «Вики Кристина Барселона» | Vicky Cristina Barcelona            | Вуди Аллен                   | Испания · США       |
| 2010 | «Бесславные ублюдки»      | Inglourious Basterds                | Квентин Тарантино            | США                 |

### 2011–2021
| Год  | Русское название                           | Оригинальное название                     | Режиссёр                    | Страна                                      |
| ---- | ------------------------------------------ | ----------------------------------------- | --------------------------- | ------------------------------------------- |
| 2011 | «Аватар»                                   | Avatar                                    | Джеймс Кэмерон              | США                                         |
| 2011 | «Вверх»                                    | Up                                        | Пит Доктер                  | США                                         |
| 2011 | «Алиса в стране чудес»                     | Alice in Wonderland                       | Тим Бёртон                  | США                                         |
| 2012 | «Король говорит!»                          | The King’s Speech                         | Том Хупер                   | Великобритания                              |
| 2012 | «Меланхолия»                               | Melancholia                               | Ларс фон Триер              | Дания                                       |
| 2012 | «Чёрный лебедь»                            | Black Swan                                | Даррен Аронофски            | США                                         |
| 2013 | «Артист»                                   | The Artist                                | Мишель Хазанавичус          | Франция                                     |
| 2013 | «Тёмный рыцарь: Возрождение легенды»       | The Dark Knight Rises                     | Кристофер Нолан             | США                                         |
| 2013 | «Шпион, выйди вон!»                        | Tinker Tailor Soldier Spy                 | Томас Альфредсон            | Великобритания · Франция                    |
| 2014 | «Гравитация»                               | Gravity                                   | Альфонсо Куарон             | США                                         |
| 2014 | «Великий Гэтсби»                           | The Great Gatsby                          | Баз Лурман                  | США                                         |
| 2014 | «Операция „Арго“»                          | Argo                                      | Бен Аффлек                  | США                                         |
| 2015 | «Отель „Гранд Будапешт“»                   | The Grand Budapest Hotel                  | Уэс Андерсон                | США                                         |
| 2015 | «Волк с Уолл-стрит»                        | The Wolf of Wall Street                   | Мартин Скорсезе             | США                                         |
| 2015 | «Жизнь Адель»                              | La vie d’Adèle                            | Абделатиф Кешиш             | Франция                                     |
| 2016 | «Бёрдмэн»                                  | Birdman                                   | Алехандро Г. Иньярриту      | США                                         |
| 2016 | «Вселенная Стивена Хокинга»                | The Theory of Everything                  | Джеймс Марш                 | США                                         |
| 2016 | «Марсианин»                                | The Martian                               | Ридли Скотт                 | США · Великобритания                        |
| 2017 | «Выживший»                                 | The Revenant                              | Алехандро Г. Иньярриту      | США                                         |
| 2017 | «Светская жизнь»                           | Café Society                              | Вуди Аллен                  | США                                         |
| 2017 | «Шпионский мост»                           | Bridge of Spies                           | Стивен Спилберг             | США                                         |
| 2018 | «Ван Гог. С любовью, Винсент»              | Loving Vincent                            | Хью Уэлшман и Дорота Кобела | Польша · Великобритания · США               |
| 2018 | «Дюнкерк»                                  | Dunkirk                                   | Кристофер Нолан             | Великобритания · США · Франция · Нидерланды |
| 2018 | «Ла-Ла Ленд»                               | La La Land                                | Дэмьен Шазелл               | США                                         |
| 2019 | «Три билборда на границе Эббинга, Миссури» | Three Billboards Outside Ebbing, Missouri | Мартин Макдонах             | США · Великобритания                        |
| 2019 | «Звезда родилась»                          | A Star Is Born                            | Брэдли Купер                | США                                         |
| 2019 | «Форма воды»                               | The Shape of Water                        | Гильермо дель Торо          | США                                         |
| 2020 | «Король Лев»                               | The Lion King                             | Джон Фавро                  | США                                         |
| 2020 | «Зелёная книга»                            | Green Book                                | Питер Фаррелли              | США                                         |
| 2020 | «Однажды в Голливуде»                      | Once Upon a Time in Hollywood             | Квентин Тарантино           | США · Великобритания                        |
| 2021 | «1917»                                     | 1917                                      | Сэм Мендес                  | США · Великобритания                        |
| 2021 | «Пиноккио»                                 | Pinocchio                                 | Маттео Гарроне              | Италия                                      |
| 2021 | «Фассбиндер»                               | Enfant Terrible                           | Оскар Рёлер                 | Германия                                    |